# Bernd Sturmfels
 (mars 2013).
Si vous disposez d'ouvrages ou d'articles de référence ou si vous connaissez des sites web de qualité traitant du thème abordé ici, merci de compléter l'article en donnant les références utiles à sa vérifiabilité et en les liant à la section « Notes et références ».
Bernd Sturmfels est un mathématicien et informaticien théorique allemand né le 28 mars 1962 à Cassel, Allemagne. Sturmfels était professeur à l'université de Californie à Berkeley et est actuellement directeur de Institut Max-Planck de mathématique dans les sciences. 

## Biographie
En 1987, Sturmfels obtient deux doctorats en mathématiques : l'un de l'université de Washington et l'autre de l'université de technologie de Darmstadt. Sturmfels est ensuite post-doctorant à l'Institute for Mathematics and its Applications (en) de Minneapolis (Minnesota) pendant une année puis enseignant au Research Institute for Symbolic Computation (en) à l'université de Linz en Autriche. Il travaille ensuite à l'université Cornell, avant de rejoindre le département de mathématiques de l'université de Berkeley en 1995. À partir de 2001, il intègre, en plus du département de mathématiques, le département d'informatique de UC Berkeley. Il est depuis 2017 directeur de Institut Max-Planck de mathématique des sciences à Leipzig.

## Prix et distinctions
Sturmfels a été distingué par plusieurs bourses et prix prestigieux, notamment le prix George-David-Birkhoff en 2018.

## Travaux
Sturmfels s'intéresse au calcul formel en particulier pour la résolution de systèmes polynomiaux, ainsi qu'à la combinatoire.
Sturmfels est intervenu dans plusieurs domaines des mathématiques et de l'informatique théorique : géométrie algébrique, algèbre commutative et combinatoire, base de Gröbner pour la résolution des systèmes polynomiaux, théorie des invariants, géométrie synthétique, T-théorie (en), géométrie tropicale, statistique algébrique (en) et biologie numérique.